# Żernica

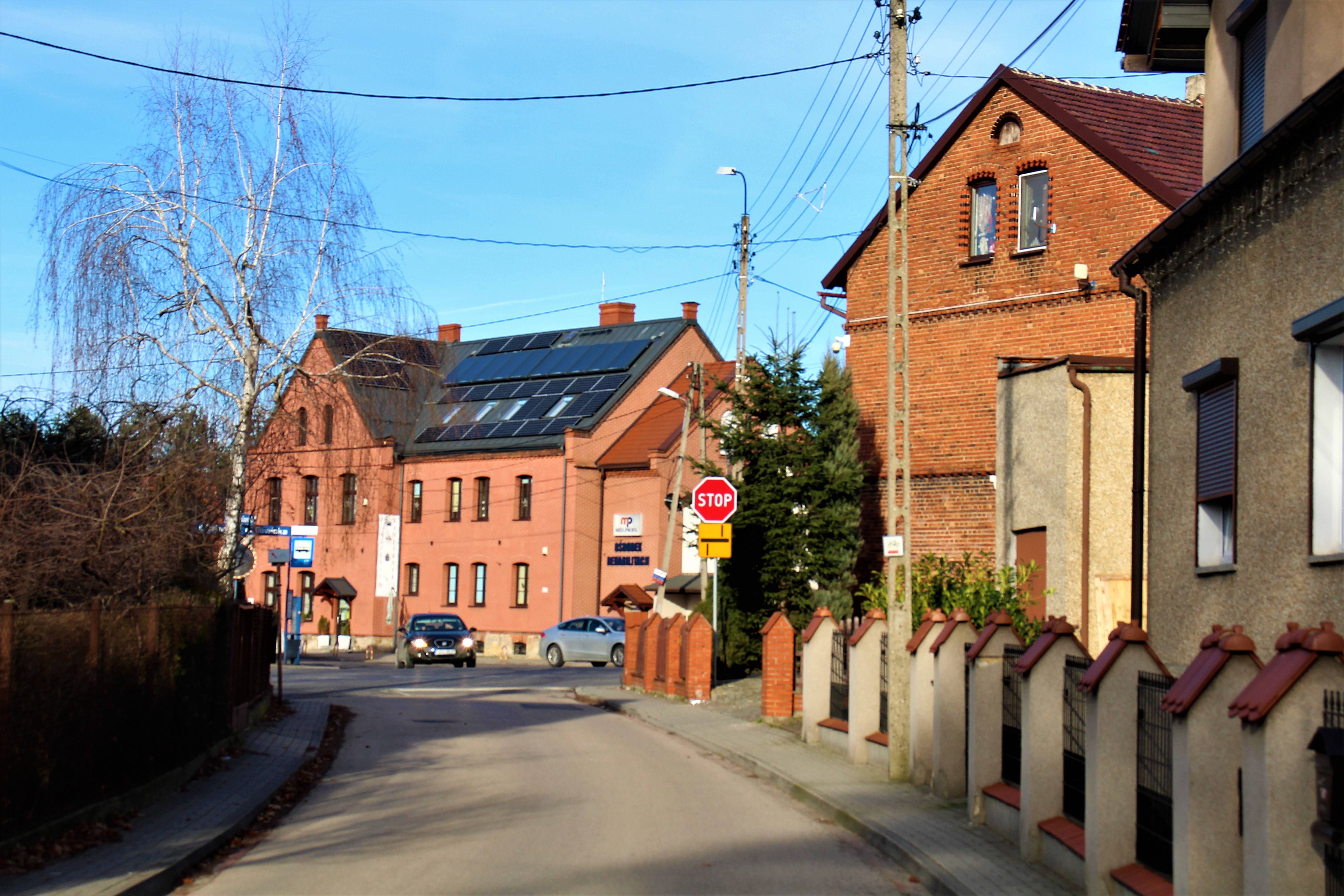
Fragment zabudowy

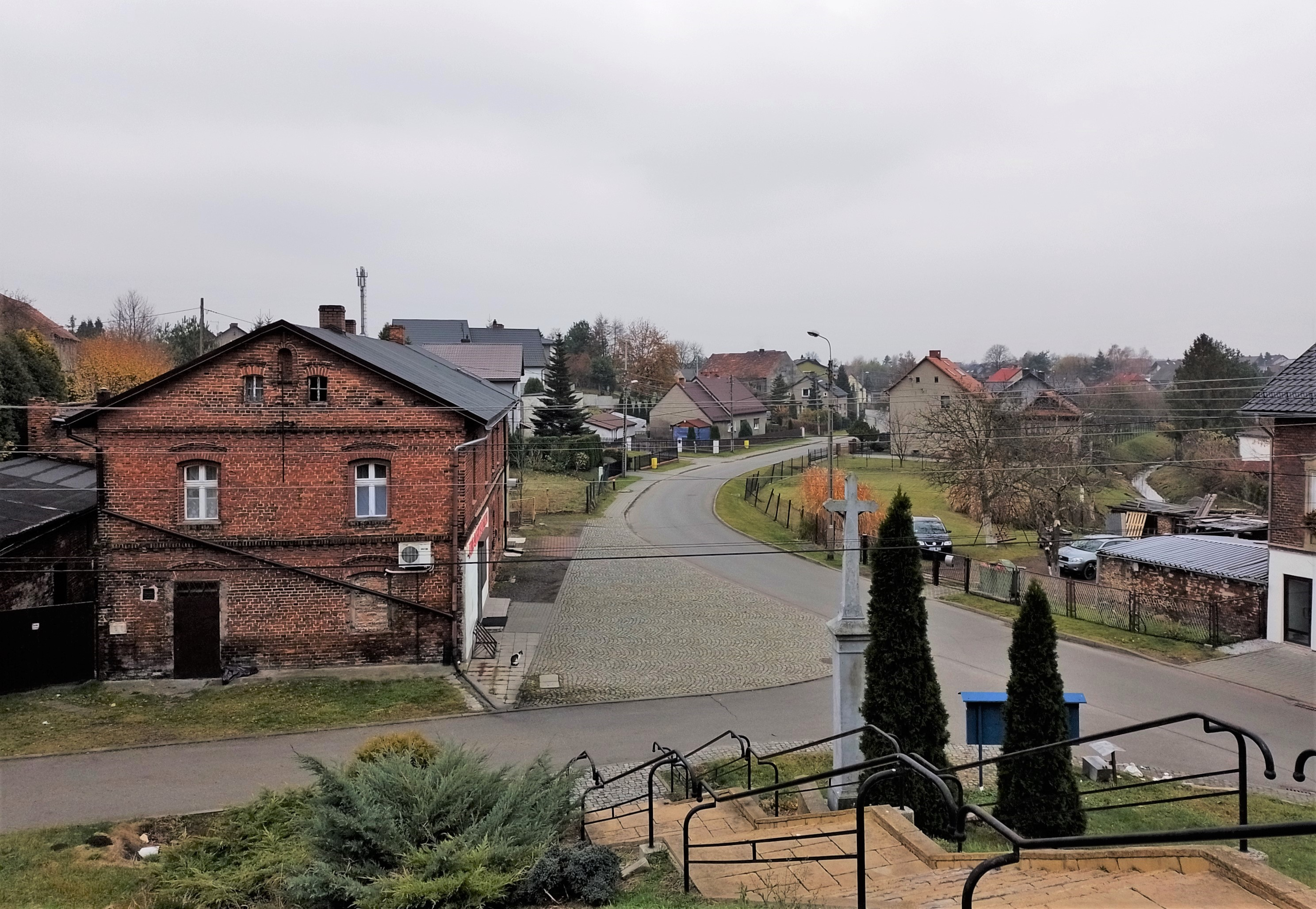
Ulica Leopolda Miki

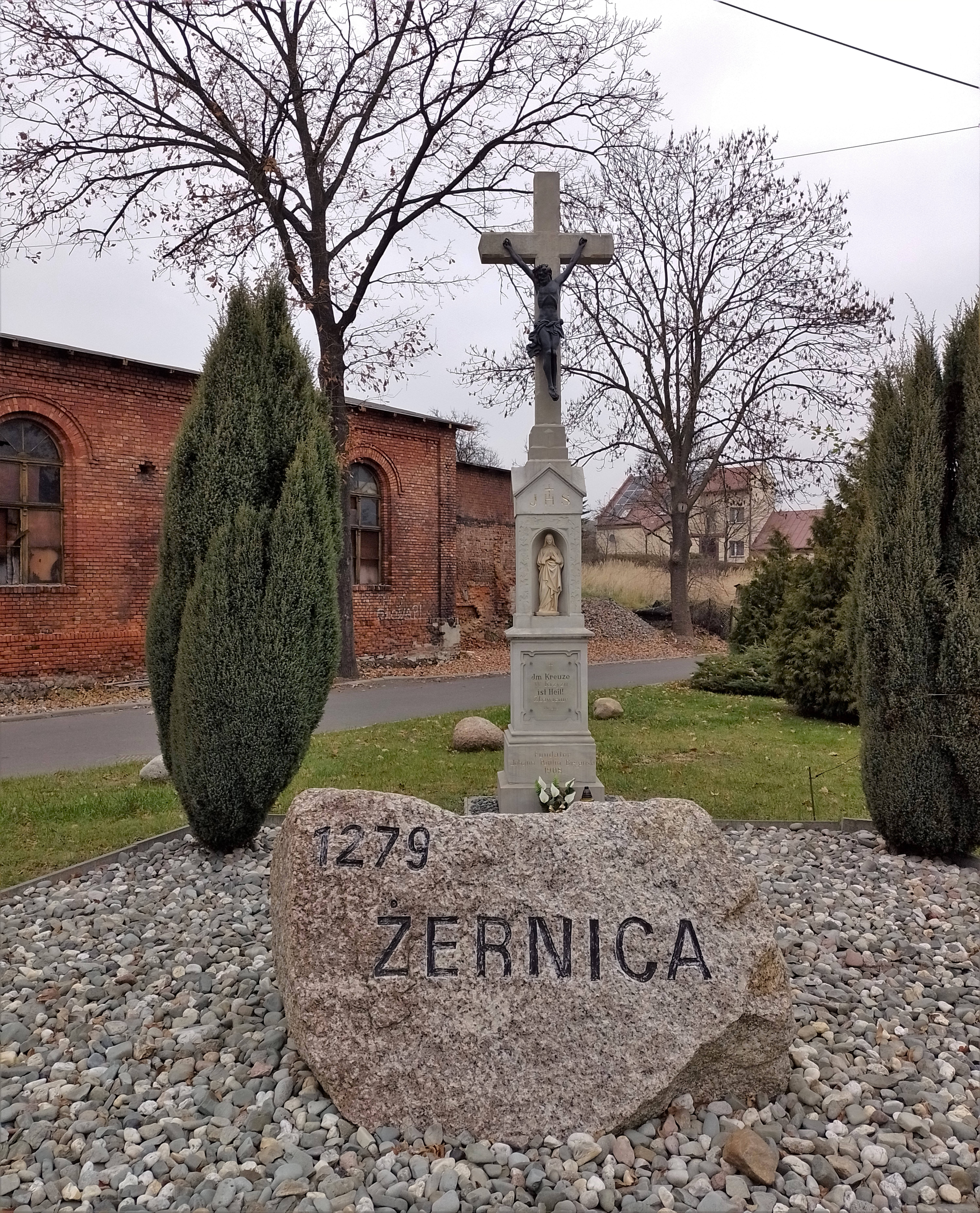
Krzyż i głaz narzutowy w centrum wsi

Żernica (niem. Deutsch Zernitz, 1936–1945 Haselgrund) – wieś w Polsce położona w województwie śląskim, w powiecie gliwickim, w gminie Pilchowice.

## Nazwa
Pierwotna nazwa wsi to Zernitz. Pochodzi ona od polskiego słowa „ziarno”, czyli po niemiecku Korn, albo też od słowa „ściernisko”, czyli Stoppelfeld. Owa nazwa świadczy o tym, że w zamierzchłych czasach rozpościerały się tu uprawne pola, otoczone dziewiczymi lasami. Gdy w wiosce zamieszkali koloniści niemieccy dla odróżnienia Żernicy od innych wsi o tej samej nazwie, przemienili ją na „Deutsch Zernitz” względnie „Teutsch Zernitz”. Łacińska nazwa miejscowości brzmi: „Sirdnicha”. Sporządzający akty prawne, prawdopodobnie niemiecki mnich, nie potrafił poradzić sobie z wymową twardej polskiej mowy, zmienił nazwę polskiej miejscowości. Stąd też Żernica różnie się nazywała: „Sirdniz”, „Ziernik”, „Sirdnicza”, „Schirdnicza”, „Ziernicia” i tak dalej.

W 1246 roku Niemcy zmienili nazwę wioski z Zernitz na „Deutsch Zernitz”. Przez następne wieki nazwa miejscowości wiele razy uległa zmianie. Około roku 1305 istniały dwie miejscowości o podobnej nazwie, z których następnie „Syrdnicza Senciani” – „szlachetna Sernica” uległa zagładzie. W 1936 roku nazwa wsi uległa kolejnej zmianie, a brzmiała „Haselgrund”. W tym, bowiem czasie na niemieckim Śląsku wszystkie nazwy słowiańskiego pochodzenia przemianowano na germańskie. O nazwie Haselgrund stanowiło położenie wioski, jak również znajdujące się tutaj liczne krzaki orzechów laskowych. Od marca 1945 roku cały Górny Śląsk objęły polskie władze cywilne. W tym czasie wioskę nazwano „Żernica”.

## Historia
Według najstarszych odkryć dokonanych w okolicy Gliwic, Żernica zamieszkana była już w epoce kamiennej. Urodzajna ziemia, bogactwo ryb i zwierzyny oraz świetne położenie sprzyjały temu, aby zamieszkał tu człowiek. Na ślady kultury tej epoki składają się znalezione tu narzędzia i sprzęty z krzemienia. W IV wieku p.n.e. rozprzestrzeniła się tu nowa kultura, którą przenieśli wędrujący spod Moraw ludzie. Za czasów pierwszych Piastów okolice Gliwic, czyli również i Żernicę zamieszkiwali Polanie, którzy przybyli tu z Wielkopolski. Pierwszym, który rozpoczął pracę misjonarską na Śląsku był św. Metody. Rozpoczął on swoją pracę w 885 roku.
W czasie swojego bytu Żernica przechodziła „z rąk do rąk”, od państwa do państwa. Już w 990 roku Śląsk, między innymi także Żernicę, zajęli Czesi. Wioska została w posiadaniu Czech do roku 1050, kiedy to Kazimierz I Odnowiciel, syn Mieszka II przyłączył okoliczne tereny do Polski. Sto lat później, w 1150 roku na ziemi żernickiej osiedlili się pierwsi niemieccy koloniści.
Pierwsza wzmianka o istnieniu kościoła w Żernicy pochodzi z 1200 roku, a sam kościół XII wieku. Powstał on z inicjatywy księcia, który w owych czasach zamieszkiwał te ziemie. W 1246 roku książę Mieszko II udzielił żernickim kolonistom specjalnych praw i przywilejów. Na mocy tychże przywilejów koloniści niemieccy zmienili nazwę miejscowości. W 1258 roku, w oddalonej o kilkanaście kilometrów od Żernicy miejscowości Rudy, zakon cystersów założył klasztor. Klasztor ten w latach późniejszych związany był w sposób bardzo ścisły z parafią św. Michała Archanioła. W 1283 roku opat Bartłomiej, zawarł układ z właścicielem Żernicy – Stefanem Zborowiczem, na mocy którego Żernica stała się fundacją klasztoru w Rudach. Odtąd wszelkie prawa przynależności przysługiwały opactwu cysterskiemu. Ważną datą parafii w Żernicy jest rok 1279, gdyż od tego roku datuje się istnienie parafii Żernica. W 1339 roku opat Mikołaj II przydzielił sołtysowi żernickiemu połowę stawu rybnego. Dwa wieki później, w 1566 roku opat Marcin II zastawił za cenę 1300 talarów żernickie dobra. W międzyczasie (1428–1430) Górny Śląsk spustoszyli husyci, Żernicę także. Po upływie stu lat opat Piotr III odnowił przywileje Żernicy, zobowiązał on tym samym w 1659 roku sołtysa i jego następców do płacenia 18 groszy w odpust św. Michała Archanioła.
W 1683 roku przez Gliwice, a także częściowo przez Żernicę przemaszerowały wojska Jana III Sobieskiego, które szły na odsiecz Wiednia. W roku 1679 i 1688 odbyły się wizytacje kościelne. W protokole pierwszej wizytacji nadmieniono, że wioska może poszczycić się księdzem, który pochodził z Żernicy. Był on synem sołtysa o nazwisku Pendzich. Ks. G. F. Pendzich urodził się ok. 1638 roku. Odznaczał się wielką pracowitością i skromnością. Przez pięć lat pracował jako kapłan w diecezji krakowskiej, a przez następnych 11 lat był proboszczem w Przyszowicach. Około roku 1716 koło kościoła zostało zbudowane probostwo. Jednak na skutek ogromnego zawilgocenia i zagrzybienia budynku w 1980 roku rozpoczęła się budowa nowej plebanii, do której w 1983 roku wprowadzili się mieszkańcy. Po upływie niedługiego czasu do budynku wdała się wilgoć i plebania wymagała prac remontowych, które zostały zakończone w 2000 roku. Lata 1804–1822 są to lata, w których to w parafii administruje ostatni duszpasterz z zakonu ojców cystersów, który pochodził z Żor. Był on ostatnim cystersem, gdyż w 1810 roku nastąpiło zniesienie klasztoru w Rudach, a tym samym więzy Żernicy z Rudami zostały zerwane.
W 1808 roku na żernickim rynku została wybudowana kaplica św. Jana Nepomucena. Do dziś dnia, co roku podczas uroczystości Bożego Ciała kaplica ta jest ostatnim ołtarzem, przed którym wierni modlą się w czasie procesji. W związku z zerwaniem więzi z Rudami w 1822 roku duszpasterstwo w wiosce objęli księża diecezjalni. Księża ci mieli wiele pracy przed sobą, w tym musieli załatwić procesy obciążające parafię. Zadanie to udało się spełnić ks. Rinke. Z jego inicjatywy powstały budynki potrzebne kościołowi. Po księdzu Rinke urząd proboszcza objął ks. F. Kromschmidt, któremu zawdzięcza się park wokół kościoła. Resztki tego parku przetrwały do czasów obecnych.
W latach 1914 i 1939 wybuchły wojny. W tym czasie proboszczem parafii był ks. Stawinoga. Ksiądz ten charakteryzował się otwartym sposobem mówienia na ambonie. Z tego też powodu w czasie wojen był on ciągle prześladowany przez władze niemieckie. Stało się to powodem jego rezygnacji z probostwa w 1942 roku. Jego następcą był ks. proboszcz Ernst Kiesling. 22 stycznia 1945 roku mieszkańcy Żernicy dostali rozkaz opuszczenia wioski, lecz tylko nieliczni go spełnili. W cztery dni później z pól spod Ostropy wjechały do wioski czołgi radzieckie, pojawili się żołnierze. W marcu Żernica znalazła się pod administracją polską, zaś 9 maja rozległo się bicie dzwonów, które symbolizowało zakończenie działań wojennych. W roku 1950 parafię w Żernicy objęli Misjonarze Świętej Rodziny.
Z tego względu, że kościół św. Michała uległ podniszczeniu i stał się za mały, Misjonarze Świętej Rodziny zostali zmuszeni do zbudowania kościoła zastępczego. Pod koniec lat sześćdziesiątych, w tajemnicy przed władzami świeckimi zaadaptowano na kościół zabytkową stodołę. W odpust Św. Michała Archanioła, 27 września 1970 r., biskup opolski Franciszek Jop, dokonał poświęcenia nowego kościoła pod wezwaniem Podwyższenia Krzyża Świętego. W połowie lat siedemdziesiątych została dobudowana dzwonnica, a przez następnych kilka lat kościół został upiększany. W 1980 roku parafia obchodziła jubileusz 700-lecie istnienia. W uroczystość odpustową Św. Michała Archanioła w 1998 roku została poświęcona kaplica przedpogrzebowa na cmentarzu w Żernicy. Aktualnie trwają prace renowacyjne zabytkowego kościoła św. Michała.
W latach 1973–1977 miejscowość była siedzibą gminy Żernica. W latach 1975–1998 miejscowość administracyjnie należała do województwa katowickiego.

## Edukacja
Przedszkola:
- Przedszkole w ZSP w Żernicy

Szkoły podstawowe:
- Szkoła podstawowa w ZSP w Żernicy

## Turystyka
Przez wieś przebiega szlak turystyczny:
- – Szlak Husarii Polskiej

## Sport
W Żernicy działa klub piłkarski i ping-pongowy LKS Naprzód Żernica. Działa tu także Szkolny Klub Sportowy.

## Literatura
- Kiesling, Ernst: Das verlorene Erbe des Heinrich Angermann. Erinnerungen eines oberschlesischen Pfarrers, Bergstadtverlag 1982, 296 s.
- Twardoch, Szczepan: Drach, Wydawnictwo Literackie 2014, 400 s., ISBN 978-83-08-05431-4.